# Budu Zivzivadze
Budu Zivzivadze (Kutaisi, 10 de marzo de 1994) es un futbolista georgiano que juega en la demarcación de delantero para el 1. F. C. Heidenheim 1846 de la 1. Bundesliga.

## Selección nacional
Tras jugar en varias categorías inferiores de la selección, finalmente hizo su debut con la selección de fútbol de Georgia en un partido amistoso contra Uzbekistán que finalizó con un resultado de empate a dos tras los goles de Teimuraz Shonia y Saba Lobjanidze para Georgia, y un doblete de Eldor Shomurodov para Uzbekistán.

### Participaciones en Eurocopas
| Copa          | Sede     | Resultado        | Partidos | Goles |
| ------------- | -------- | ---------------- | -------- | ----- |
| Eurocopa 2024 | Alemania | Octavos de final | 2        | 0     |

## Clubes
| Club                       | País      | Año       | Partidos | Goles |
| -------------------------- | --------- | --------- | -------- | ----- |
| FC Dinamo-2 Tbilisi        | Georgia   | 2012-2014 | 50       | 47    |
| FC Dinamo Tbilisi          | Georgia   | 2014      | 1        | 0     |
| FC Torpedo Kutaisi         | Georgia   | 2015      | 10       | 0     |
| FC Samtredia               | Georgia   | 2015-2016 | 53       | 33    |
| Esbjerg fB                 | Dinamarca | 2017-2018 | 15       | 2     |
| FC Dinamo Tbilisi (cedido) | Georgia   | 2018      | 40       | 28    |
| FC Torpedo Kutaisi         | Georgia   | 2019      | 20       | 13    |
| Mezőkövesdi SE             | Hungría   | 2019-2020 | 44       | 10    |
| Fehérvár FC                | Hungría   | 2020-2022 | 52       | 14    |
| Újpest FC (cedido)         | Hungría   | 2022      | 14       | 11    |
| Fehérvár FC                | Hungría   | 2022-2023 | 16       | 7     |
| Karlsruher SC              | Alemania  | 2023-2025 | 61       | 27    |
| 1. F. C. Heidenheim 1846   | Alemania  | 2025-     | 19       | 2     |